# Fédération mondiale de minigolf
La Fédération mondiale de minigolf, officiellement en anglais World Minigolf Sport Federation (WDF) est une association sportive internationale qui fédère une soixantaine fédérations nationales de Minigolf du monde entier.
La WDF est affiliée à l'Association générale des fédérations internationales de sports. Elle est également partie prenante de l'Agence mondiale antidopage.
La WMF organise des championnats du monde, qui se déroulent tous les deux ans, et des championnats du monde juniors / européens ouverts, chacun étant joué chaque année.
Le minigolf a été un sport de démonstration en 1989 lors des Jeux mondiaux de Karlsruhe.

## Histoire
Les pistes de minigolf se sont particulièrement développées en Autriche dans les années 1950. En 1962, l’Association autrichienne de minigolf (ÖMSV) est créée suivie l’année suivante par la fédération de sports de golf miniature . Les premiers tournois de golf miniatures ont également eu lieu cette année.
En 1976, l’Association autrichienne de Bahnengolf (ÖBGV) régit le sport mais il existe à partir de 1980 une fédération parallèle, la fédération internationale de Bahnengolf (IBVG) 
En 1993, l'IBGV est devenue la World Minigolf Federation (WMF). Dès lors, de nouveaux représentants du continent, tels que les États-Unis et le Japon, ont été intégrés au WMF.

## Types de parcours
Quatre types de parcours de minigolf, tous de dix-huit ou vingt-huit trous, sont reconnus par la WMF :
- Golf miniature : les parcours de minigolf les plus courants au monde sont les terrains de mini-golf homologués. Ces cours sont principalement construits en utilisant du fibrociment. Ces parcours nécessitent moins d’espace - un parcours complet de 18 trous pourrait être construit sur 600 à 800 m2.
- Feltgolf[4] : très présent en Suède et en Finlande, la surface est en feutre et les bordures sont en bois. Ce type de parcours peut être assez difficile car certains trous sont beaucoup plus longs que les trous de minigolf.
- Béton : ce type se trouve principalement en Suisse, en Autriche et dans le sud de l'Allemagne. Il n'y a que 18 types d'obstacles et ceux-ci ont le même numéro sur chaque parcours.
- Minigolf Open Standard : les parcours Minigolf Open Standard sont ceux construits avec une surface de gazon artificiel et sont les plus communs en Amérique du Nord et en Grande-Bretagne. Les cours sont également connus sous le nom de Adventure Golf et Crazy Golf.

## Associations membres
Créée en 1976 par quinze nations représentantes, la WDF avait 65 pays membres en 2018.
Le Népal et le Nigeria sont d'anciens membres mais ne font plus partie de la fédération.
| Afrique | Amériques | Asie-Pacifique | Europe |
| Membres à part entière | Membres à part entière | Membres à part entière | Membres à part entière |
| --- | --- | --- | --- |
| - Cameroun - Ghana - Kenya - Nigeria - Togo | - Brésil - Canada - Mexique - États-Unis | Asie - Chine - Inde - Iran - Japon - Corée du Sud - Malaisie - Mongolie - Népal - Singapour - Thaïlande - Chinese Taipei - Émirats arabes unis - Viêt Nam Océanie - Australie - Nouvelle-Zélande | \| - Albanie - Arménie - Autriche - Belgique - Biélorussie - Croatie - Chypre - Tchéquie - Danemark - Espagne - Estonie - Finlande - France - Grande-Bretagne - Géorgie - Allemagne - Hongrie - Irlande - Israël - Italie \| - Kosovo - Lettonie - Liechtenstein - Luxembourg - Moldavie - Pays-Bas - Norvège - Pologne - Portugal - Roumanie - Russie - Slovénie - Serbie - Suisse - Slovaquie - Suède - Tunisie - Turquie - Ukraine \| |
| Membres en attente de confirmation | | | |
| - Burundi - République démocratique du Congo - Égypte - Tanzanie | - Bermudes - Colombie | | |
| - Albanie - Arménie - Autriche - Belgique - Biélorussie - Croatie - Chypre - Tchéquie - Danemark - Espagne - Estonie - Finlande - France - Grande-Bretagne - Géorgie - Allemagne - Hongrie - Irlande - Israël - Italie | - Kosovo - Lettonie - Liechtenstein - Luxembourg - Moldavie - Pays-Bas - Norvège - Pologne - Portugal - Roumanie - Russie - Slovénie - Serbie - Suisse - Slovaquie - Suède - Tunisie - Turquie - Ukraine | | |